# Idioma rotokas

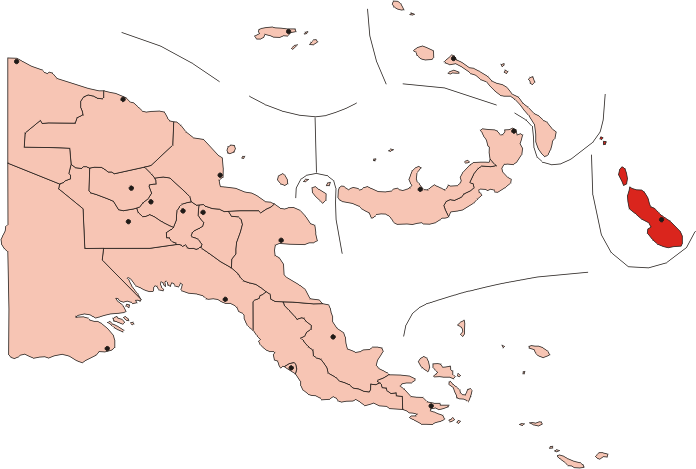
La zona en la que se habla

Rotokas es un idioma de la familia lingüística bougainville septentrional hablado por cerca de 4300 personas en la provincia de Bougainville, isla al este de Nueva Guinea, parte de Papua-Nueva Guinea. Presenta tres dialectos: Rotokas Central, Rotokas Aita y Pipipaia.

## Fonología
El Rotokas Central tiene la menor cantidad de fonemas y el menor alfabeto de entre todos los idiomas existentes. Solo las lenguas que no tienen formas escritas tienen menos fonemas. El alfabeto rotokas se basa en el alfabeto latino y tiene solamente 12 letras para apenas 11 Fonemas. Las letras son las vocales  A E I O U y las consonantes  G K P R S T V . Las vocales largas están representadas por letras dobles.
La tonicidad de las palabras se determina morfológicamente. En palabras de dos y tres sílabas, la sílaba tónica es siempre la primera. En las de cuatro sílabas, hay tonicidad en la primera y en la tercera, y en las de cinco, recae la tonicidad rectal sobre la antepenúltima.

## Gramática
Las oraciones presentan la secuencia sujeto - objeto - verbo, con los adjetivos y pronombres colocados antes del sustantivo. Los adverbios tienen una posición libre, aunque la mayoría de las veces preceden al verbo.